# Kayseri (circonscription électorale)
La circonscription électorale de Kayseri correspond à la province du même nom et envoie 10 députés à la Grande Assemblée nationale de Turquie (9 entre 2011 et 2018).

## Composition
La circonscription de Kayseri est divisée en 16 districts (ilçe). Chaque district est composé d'un chef-lieu et de municipalités (communes et villages).

## Résultats électoraux

### Élections législatives de 2018
| Partis                   | Partis                                        | Voix    | %     | Sièges | +/-           | Élus                                                                                              |
| ------------------------ | --------------------------------------------- | ------- | ----- | ------ | ------------- | ------------------------------------------------------------------------------------------------- |
|                          | Parti de la justice et du développement (AKP) | 443 015 | 50,63 | 6      | 1             | Mehmet Özhaseki, Mustafa Elitaş, Taner Yıldız, İsmail Emrah Karayel, İsmail Tamer et Hülya Nergis |
|                          | Parti d'action nationaliste (MHP)             | 187 936 | 21,48 | 2      | 1             | İsmail Özdemir et Mustafa Baki Ersoy                                                              |
|                          | Parti républicain du peuple (CHP)             | 108 268 | 12,37 | 1      | en stagnation | Çetin Arık                                                                                        |
|                          | Le Bon Parti (İYİ)                            | 96 334  | 11,01 | 1      | Nv.           | Dursun Ataş                                                                                       |
|                          | Parti démocratique des peuples (HDP)          | 20 742  | 2,37  | 0      | en stagnation |                                                                                                   |
|                          | Parti de la félicité (SP)                     | 15 035  | 1,72  | 0      | en stagnation |                                                                                                   |
|                          | Parti de la cause libre (HÜDA PAR)            | 1 512   | 0,17  | 0      | en stagnation |                                                                                                   |
|                          | Parti patriote (VATAN)                        | 1 344   | 0,15  | 0      | en stagnation |                                                                                                   |
|                          | Indépendants (Ind.)                           | 795     | 0,09  | 0      | en stagnation |                                                                                                   |
|                          |                                               |         |       |        |               |                                                                                                   |
| Total                    | Total                                         | 874 981 | 100   | 10     | 1             | -                                                                                                 |
| Inscrits / participation | Inscrits / participation                      | 954 408 | 90,60 |        |               |                                                                                                   |

### Élections législatives de 2023
| Partis                   | Partis                                        | Voix      | %     | Sièges | +/-           | Élus                                                                                |
| ------------------------ | --------------------------------------------- | --------- | ----- | ------ | ------------- | ----------------------------------------------------------------------------------- |
|                          | Parti de la justice et du développement (AKP) | 385 798   | 40,73 | 5      | 1             | Hulusi Akar, Ayşe Böhürler, Şaban Çopuroğlu, Murat Cahid Cıngı et Sayın Bayar Özsoy |
|                          | Parti d'action nationaliste (MHP)             | 180 094   | 19,01 | 2      | en stagnation | İsmail Özdemir et Mustafa Baki Ersoy                                                |
|                          | Parti républicain du peuple (CHP)             | 163 337   | 17,24 | 2      | 1             | Aşkın Genç et Mahmut Arıkan                                                         |
|                          | Le Bon Parti (İYİ)                            | 94 482    | 9,97  | 1      | en stagnation | Dursun Ataş                                                                         |
|                          | Nouveau parti de la prospérité (YRP)          | 33 062    | 3,49  | 0      | Nv.           |                                                                                     |
|                          | Parti de la victoire (ZP)                     | 30 152    | 3,18  | 0      | Nv.           |                                                                                     |
|                          | Parti de la grande unité (BBP)                | 17 581    | 1,86  | 0      | en stagnation |                                                                                     |
|                          | Parti de la gauche verte (YSP)                | 10 779    | 1,14  | 0      | en stagnation |                                                                                     |
|                          | Parti de la patrie (M)                        | 8 592     | 0,91  | 0      | Nv.           |                                                                                     |
|                          | Parti des travailleurs de Turquie (TIP)       | 4 468     | 0,47  | 0      | en stagnation |                                                                                     |
|                          | Parti jeune (GP)                              | 1 317     | 0,14  | 0      | en stagnation |                                                                                     |
|                          | Parti patriote (VATAN)                        | 1 071     | 0,11  | 0      | en stagnation |                                                                                     |
|                          | Parti de la nation (MP)                       | 939       | 0,10  | 0      | en stagnation |                                                                                     |
|                          | Parti de la route nationale (MYP)             | 658       | 0,07  | 0      | Nv.           |                                                                                     |
|                          | Parti communiste de Turquie (TKP)             | 514       | 0,05  | 0      | en stagnation |                                                                                     |
|                          | Parti des droits et libertés (HAK)            | 483       | 0,05  | 0      | en stagnation |                                                                                     |
|                          | Parti de libération du peuple (HKP)           | 433       | 0,05  | 0      | en stagnation |                                                                                     |
|                          | Parti de gauche (SOL)                         | 379       | 0,04  | 0      | en stagnation |                                                                                     |
|                          | Parti de l'innovation (YP)                    | 311       | 0,03  | 0      | Nv.           |                                                                                     |
|                          | Mouvement communiste (TKH)                    | 148       | 0,02  | 0      | Nv.           |                                                                                     |
|                          | Parti de la justice (AP)                      | 61        | 0,01  | 0      | Nv.           |                                                                                     |
|                          | Parti de la justice et de l'unité (AB)        | 42        | 0,00  | 0      | Nv.           |                                                                                     |
|                          | Parti de la mère patrie (ANAP)                | 26        | 0,00  | 0      | en stagnation |                                                                                     |
|                          | Parti de l'union du pouvoir (GBP)             | 15        | 0,00  | 0      | Nv.           |                                                                                     |
|                          | Indépendants (Ind.)                           | 12 309    | 1,30  | 0      | en stagnation |                                                                                     |
|                          |                                               |           |       |        |               |                                                                                     |
| Total                    | Total                                         | 947 321   | 100   | 10     | en stagnation | -                                                                                   |
| Inscrits / participation | Inscrits / participation                      | 1 026 972 | 91,00 |        |               |                                                                                     |